# Bookworm

Bookworm — це словотвірна відеогра-головоломка від PopCap Games . Зі сітки доступних літер гравці з’єднують букви, щоб скласти слова. Коли слова утворюються, вони видаляються з сітки, а решта букв згортається, щоб заповнити доступний простір. Гравці заробляють більше очок, створюючи довші слова або слова, які використовують менш поширені літери, і заробляють менше за менші слова. У листопаді 2006 року PopCap Games випустили продовження, Bookworm Adventures . Bookworm був випущений для служби цифрового розповсюдження Nintendo DS DSiWare 30 листопада 2009 року.  Він також був випущений на звичайному картриджі Nintendo DS. 

## Ігровий процес
Гра вимагає від гравців зіставлення суміжних букв, щоб скласти слово англійською мовою. Довші слова коштують більше балів і мають більше шансів принести бонуси.
Крім стандартних літер, можуть з'являтися тайли різних кольорів в залежності як від поточного рівня в грі, так і від довжини слів, що утворюються. Кольори плитки наступні:
- Червоні палаючі плитки – протягом гри з’являються палаючі червоні літери, які збільшуються на вищих рівнях складності. Ці літери автоматично рухаються вниз, прогораючи літери під ними в стовпчику, доки не досягнуть нижньої частини сітки, завершуючи гру. У класичному режимі вони спалюють один рівень після кожного ходу, і гра закінчується, коли палаюча плитка досягає дна. У режимі дії вони автоматично з’являються та спалюють рівень кожні кілька секунд, і якщо палаюча плитка потрапляє на дно, гравець повинен очистити палаючу плитку протягом десяти секунд, інакше гра закінчується.
- Зелені плитки, золоті плитки, сапфірові плитки та алмазні плитки – ці плитки присуджуються, щоб вказати на вміння складати довші слова. Використання цих плиток у наступних словах збільшує кількість очок, які отримує слово. Для того, щоб палаючі плитки прогоріли плитки вищої вартості, потрібно поступово більше часу (для прогорання зеленої плитки потрібно два оберти, а золотої — три). Зелені плитки входять на дошку зверху, як і нові звичайні плитки, тоді як бонусні назви з більшою вартістю замінюють випадкові літери, які вже є на дошці.

У грі два режими. «Класичний» режим не має часу, тоді як «Дійовий» режим використовує випадкові палаючі плитки для створення гри з обмеженим часом.
Якщо гравець натисне на ігровий талісман Лекса, знайдений збоку від ігрової зони, усі плитки будуть перемішані; однак це призведе до появи червоних плиток.
Додаткові бали нараховуються за бонусні слова, відображені в грі; додаткові бонусні слова, сформовані під час однієї гри, дають додаткові бонусні значення. У деяких версіях можна також збирати та завершувати «книги», які є групами слів у подібній категорії. Коли хтось завершує перше з цих слів у певній категорії, книга відкривається та відображається повний список слів, необхідних для завершення книги та отримання бонусних балів.

## Рецепція
Редакція Computer Gaming World вручила Bookworm нагороду «Гра-головоломка року» 2003 року. Вони написали: «Останнє досягнення PopCap полягає в тому, що він бере прості елементи, які кожен може навчитися, і перетворює їх на бурхливу, непереборну одержимість. Це те, що комерційні ігри з 50-кратним бюджетом (привіт, Deus Ex 2 !) часто не можуть зрівнятися». 